# Uummannatsiaq
Uummannatsiaq [ˈuːmːaˌnːat͡siɑq] (nach alter Rechtschreibung Ũmánatsiaĸ) ist eine wüst gefallene grönländische Siedlung im Distrikt Uummannaq in der Avannaata Kommunia.

## Lage
Uummannatsiaq liegt an der Nordwestküste der Insel Ikerasak. 15 km südöstlich auf derselben Insel liegt der Ort Ikerasak, von der die Insel den Namen hat. Nach Nordwesten sind es 22 km bis Uummannaq.

## Geschichte
Uummannatsiaq war schon vor der Kolonialzeit bewohnt. Es stellte sich heraus, dass die Gegend gut zum Garnfang geeignet war und so wurde 1790 die Anlage aus Eqaluk probeweise nach Uummannatsiaq versetzt. Auf der südlich gelegenen Insel Talerua wurde zudem ein Lagerhaus errichtet. 1791 wurde ein Stockwerkhaus sowie einige weitere Gebäude aus Uummannaq nach Uummannatsiaq versetzt. Zugleich ließ sich auch der Missionar aus Uummannaq in Uummannatsiaq nieder und nahm einige Grönländer mit, da die Kolonie als überbevölkert galt. So lebten 1792 schon 70 Menschen in Uummannatsiaq. 1798 waren es bereits 108 Menschen. Man erkannte, dass bald auch Uummannatsiaq überbevölkert sein würde und so zogen einige Menschen unter anderem nach Eqaluk um. 1805 lebten nur noch 69 Menschen in Uummannatsiaq. Während des Kriegs von 1807 bis 1814 musste die Anlage vorübergehend aufgegeben werden. 1817 wurde ein dänischer Matrose angesetzt, um den Betrieb wieder aufzunehmen, aber er wurde bestohlen und schließlich wurde die Anlage gänzlich aufgegeben. 1823 wurde das Stockwerkhaus in die stattdessen gegründete Anlage in Niaqornat versetzt. Uummannatsiaq blieb noch bis 1828 ein Udsted unter Ikerasak, aber als das Speckhaus abbrannte, wurde der Ort zum Wohnplatz. 1849 lebten 26 Menschen in Uummannatsiaq.
1915 hatte Uummannatsiaq 59 Einwohner. Es ist überliefert, dass die Bewohner kaum europäischer Abstammung waren und noch immer ihre heidnisch-eskimoischen Traditionen und Bräuche wie den Trommeltanz ausübten. Es gab zehn Wohnhäuser und ab 1917 eine Schule, die knapp 14 m² groß und in grönländischer Bauweise errichtet war. Es gab neun Jäger, einen Fischer und einen Katecheten. 1924 wurde eine Schulkapelle gebaut. Die Einwohnerzahl lag lange konstant bei 35 Personen, bevor sie bis 1946 auf 60 Einwohner stieg. 1960 lebten 64 Menschen in Uummannatsiaq. 1968 wurde der Wohnplatz aufgegeben.
Ab 1911 war Uummannatsiaq Teil der Gemeinde Ikerasak. Ab 1950 gehörte der Ort zur neuen Gemeinde Uummannaq.